# Canon léger de 25 antichar SA-L mle 1937
Die Canon léger de 25 antichar SA-L mle 1937 war eine Panzerabwehrkanone, die das französische Heer im Zweiten Weltkrieg einsetzte. Im Westfeldzug 1940 erbeutete die Wehrmacht sie in größeren Mengen und setzte sie als Beutewaffe unter der Bezeichnung 2,5-cm-PaK 113(f), genau wie die ebenfalls ursprünglich französische 4,7-cm-PaK 181(f), in den eigenen Reihen ein.

## Geschichte
Die PaK 113(f) (f für französisch) war die im Westfeldzug 1940 durch die Wehrmacht erbeutete französische Canon léger de 25 antichar SA-L mle 1937. Obwohl sie einen geringen Gefechtswert hatte, wurde sie zur Küstenverteidigung am Atlantikwall und auf den Kanalinseln eingesetzt.
Die Kanone wog 310 Kilogramm und konnte 0,32 Kilogramm schwere Panzergranaten verschießen. Auf 600 Meter konnten damit 50 Millimeter Panzerstahl durchschlagen werden.
Der Chef der Abteilung Fremde Heere West Ulrich Liss berichtet in seiner Erinnerungen, dass während des Sitzkrieges im Oktober 1939 einige dieser Pak und wenige Schuss Munition erbeutet wurden. Er schreibt:

„Die 2,5 cm Pak, eine schnittige Konstruktion, wurde nunmehr auf dem Schießplatz des Heereswaffenamts in Kummersdorf in Anwesenheit von Offizieren der Abt. Fremde Heere West ausprobiert, und zwar unter dem bei solchen Versuchen üblichen Auftreffwinkel von 60 Grad gegen sämtliche Panzerplatten der damaligen deutschen Panzer. Das Ergebnis war verblüffend. Die hochwertige Wolfram-Munition durchschlug alle Panzerplatten, auch die des Panzers IV, und hinterließ ein kreisrund ausgestanztes Loch. Das gab schöne Aussichten für unsere damals noch in der großen Mehrzahl mit Panzern I und II ausgestatteten Panzerdivisionen! Seltsamerweise ist während der Offensive im Mai und Juni 1940, wo wir eine nicht unerhebliche Zahl von Panzern verloren haben, keine einzige Äußerung der Truppe über die 2,5 cm Pak zu uns gedrungen.“